# Jan Bartłomiej Kazanowski
Jan Bartłomiej Kazanowski herbu Grzymała (zm. w 1657 roku) – starosta łukowski w latach 1645–1675, członek konfederacji tyszowieckiej 1655 roku.
W 1648 roku był elektorem Jana II Kazimierza Wazy z województwa lubelskiego. Poseł na sejm 1649/1650 roku.